# Crassignatha shunani
Espèce
Crassignatha shunani est une espèce d'araignées aranéomorphes de la famille des Symphytognathidae.

## Distribution
Cette espèce est endémique du Sichuan en Chine,. Elle se rencontre dans le xian de Gulin.

## Description
Le mâle holotype mesure 0,68 mm et la femelle paratype 0,80 mm.

## Publication originale
- Li, Lin & Li, 2020 : « A review of Crassignatha (Araneae, Symphytognathidae). » ZooKeys, no 988, p. 63-128 (texte intégral).